# Lovro Polančič
Lovro Polančič - Ubo, slovenski partizan, športnik in glasbenik, * 6. avgust 1923, Libeliče, † 12. februar 1945, Stranice pri Frankolovem.

## Življenjepis
Lovro Polančič je z materjo in bratom Ivom od leta 1924 živel v Mariboru. Pri trinajstih letih se je z materjo udeležil tekstilne stavke in bil ranjen, saj ga je policist udaril po roki. Obiskoval je I. meščansko šolo v Krekovi ulici 1 in po opravljeni mali maturi se je izučil za elektromehanika. Imel je težave s svojim učnim mojstrom, ki je bil kulturbundovec in še ne polnoleten je bil v preiskovalnem zaporu, ker se je na njihov dom zatekel ilegalec Slavko Šlander. Aprila 1941 se je v Karlovcu vključil v takratno jugoslovansko vojsko, ki je bila v nekaj dneh poražena. Vrnil se je v Ljubljano, kjer so ga ujeli in ga odpeljali v taborišče. Tam je bil do decembra 1942. Po prihodu iz taborišča se je zaposlil, opravljal je dela na daljnovodih. Ker je bilo zanj v Mariboru prenevarno, je do odhoda k partizanom živel pri starih starših v Libeličah. Pred odhodom v partizane sta z materjo obiskala bratov grob. V partizane ga je 16. junija 1943 spremljala mati in takrat ga je videla zadnjič. Prevzel je bratovo partizansko ime Ubo. Sprejet je bil v Koroško četo in po treh mesecih poslan na Dolenjsko v šolo. Priključen je bil 14. diviziji in v bojih v Savinjskih hribih je bil ranjen v obe nogi. Partizanska bolnišnica nad Lučami je bila izdana, zato je bil prepeljan v zapore v Celju. Od tam so ga pripeljali v Stranice pri Frankolovem, kjer je bil 12. februarja 1945 obešen. Njegovi posmrtni ostanki so v skupnih grobovih pri Frankolovem.
V spominih se ga je njegova mama, Julka Polančič spominjala kot živahnega in veselega fanta. Tudi on je bil glasbeno nadarjen, igral je kitaro, pel je v pevskem zboru in bil je član Prvega slovenskega športnega kluba Maribor.